# 影像擷取卡
影像擷取器，或称：影像擷取卡，是從類比視訊訊號或數位視訊串流中，抓取連續之數位靜態畫格（frame）的電子裝置。此類裝置常見於電腦視覺系統中，畫格以數位的形式被擷取，而產生之數位訊號直接或經壓縮過再顯示、儲存或傳送至其他裝置。
早期的影像擷取器因記憶體的限制只能儲存單張影像畫格，故得其名。今日的擷取器普遍能儲存多張畫格，並可即時的使用壓縮演算法如 JPEG 壓縮影像。許多應用上的技術需求（如雷達微波擷取、工程製造與遠端導航等）促使影像擷取器朝向「高畫格速率」、「高解析度」的發展。

## 電路
類比擷取器 接收並處理類比影像訊號，包含以下元件：
- 輸入訊號調節器，用以緩衝暫存輸入的類比訊號並保護後端電路
- 一組偵測水平／垂直同步脈衝訊號的電路
- 一組數位類比轉換電路
- 一個NTSC/SECAM/PAL 解碼器（此元件亦可以軟體方式實做）

數位擷取器, 接受並處理數位訊號串流，包含以下元件：
- 接收訊號的實體介面，如Camera Link、GigE Vision、LVDS或RS-422等舊式介面，新介面都整合成USB。

類比與數位共有的元件：
- 儲存影像的記憶裝置（例如畫格緩衝區）
- 匯流排介面，控制器用以傳遞內部控制訊號並讀取資料
- 輸出／入介面，控制外部設備

## 應用

### 工程製造
"Pick and place" machines are often used to mount electronic components on circuit boards during the circuit board assembly process. Such machines use one or more cameras to monitor the robotics that places the components. Each camera is paired with a frame grabber that digitizes the analog video, thus converting the video to a form that can be processed by the machine software.

### 保全
影像擷取器也常見於保安的應用中。例如在配合侵入感測裝置的保全系統中，影像擷取器接收到異常訊號後立即抓取單張或一連串影像，並透過數位電腦網路紀錄這些影像或傳遞給保全人員。